# MARI (タレント)
MARI（まり、1982年1月8日 - ）は、実業家。本名：内田 真理（うちだ まり、旧姓：田中 → 伊澤）、旧芸名・いざわまり。滋賀県甲賀市出身。血液型はB型、身長161cm。
1998年から1999年までavexに所属しアイドルデュオ・YURIMARIのメンバーとして活動。2005年から2023年まで松竹芸能に所属していた元タレント。

## 略歴・人物
- テレビ東京『ASAYAN』のオーディションに合格し、中村友理（現・中村ゆり）と2人組デュオ「YURIMARI」としてデビュー（当時の活動については当該項目参照）。デビュー時は滋賀県出身ではなく大阪府出身としていた。
- 2001年秋、ネイルアーティストになるために渡米（本人はロサンゼルスに行くつもりだったという）。一度芸能界を引退する。その時期に自らエッセイ『弱虫!』を出版した（幼い頃に両親が離婚して母のもとで育ったこと、母の男性遍歴などに不信感を募らせ荒れた素行を繰り返す少女時代を過ごしたことなど赤裸々に回顧している）。
- 帰国後、大阪に戻り美容室で勤務。勤務中に知り合った男性と結婚し1児を授かるも2005年5月に離婚、子供の養育費の関係もあり、松竹芸能から「いざわ まり」として再デビュー。
- 2007年、再び芸名を「MARI」に変更。同年1月、1歳下の男性と再婚し、2008年に双子を出産。三児の母となる。
- 関西を中心にタレント活動を続けるかたわら、ネイルサロンやカフェの経営を展開する。
- 2023年7月、タレント活動から事実上引退を決意、事業に専念することを表明した[1]。

## 出演

### テレビ番組
- 伝説の教師（日本テレビ系）
- 愛のエプロン2（テレビ朝日系） - 深夜番組時代に準レギュラー。この番組で芸能界引退を伝えた。
- 痛快!明石家電視台（毎日放送） - YURIMARI時代から一時引退まで準レギュラーとして出演。2006年8月より再び準レギュラーとなった。
- たかじんONEMAN（毎日放送）- 不定期出演
- 三関王（2010年 - 2023年、J:COM ウエスト） - 和泉修と出演[2]

### ラジオ番組
- ARE YOU オーケイ? サタデーinザ・パーク（ラジオ大阪）

### CM
- 森永製菓
- NTTドコモ関西

## 主な著書
- 弱虫!（ポプラ社刊、2001年8月）ISBN 9784591069592

## 音楽
- 東京プリン「NO.1〜耀け乙女〜」（2000年7月5日）- フィーチャリング参加